# Carin von Kantzow
Carin Axelina Hulda Göring (nata Fock) (Stoccolma, 21 ottobre 1888 – Stoccolma, 17 ottobre 1931) baronessa svedese e prima moglie di Hermann Göring.

## Vita
Carin nacque a Stoccolma dal colonnello Barone Carl Alexander Fock e dalla moglie irlandese, Huldine Beamish, che avevano altre quattro figlie: Mary, Lily, Elsa e Fanny. Nel 1910 Carin sposò l'ufficiale e barone Nils Gustav von Kantzow; la coppia ebbe nel 1913 il primo e unico figlio, Thomas. Nel 1917 Carin incontrò il pittore austriaco Oskar Kokoschka, conosciuto presso l'ambasciata tedesca di Stoccolma, in occasione della rappresentazione del dramma di quest'ultimo Il roveto in fiamme (1911). Tentato dall'iniziale idea di sposarla e di rimanere in Svezia, l'artista decise di separarsi da lei, facendo ritorno in Germania.
Nel febbraio 1920, mentre si trovava in compagnia della sorella Mary, il marito di questa, il conte Eric von Rosen, le presentò il giovane Hermann Göring, eroe pluridecorato della prima guerra mondiale e pilota dell'aviazione civile. La contessa se ne invaghì subito e iniziò così una grande storia d'amore, ostacolata solo dalla madre di Hermann che tentava in ogni modo di porre fine alla relazione adulterina, sebbene lei stessa avesse diviso il suo affetto tra il marito ed un amante, il ricco barone ebreo Hermann von Epenstein.
Ma la relazione tra Hermann e Carin proseguì. Nel dicembre 1922 la donna ottenne il divorzio dal marito e solo un mese più tardi, il 3 gennaio 1923, divenne la signora Göring. Il figlio Thomas restò in Svezia con il padre, ma entrambi rimasero in buoni rapporti con Carin.
Grazie al denaro che possedeva la baronessa, la coppia poté acquistare un grazioso appartamento nella campagna vicino a Monaco. Carin infatti, dal momento che soffriva di angina pectoris, di asma e di reumatismi, non poteva permettersi di vivere in città.
Dopo il fallito Putsch di Monaco, Göring restò gravemente ferito all'inguine e i coniugi fuggirono prima in Austria poi in Svezia. Göring, divenuto dipendente dalla morfina che serviva per alleviare i suoi dolori, svolse in questi anni, mentre Hitler era rinchiuso nel carcere di Landsberg, la missione di postulante, viaggiando in molti paesi tra cui l'Italia.
Dopo l'amnistia del dicembre 1927, approvata sia dai partiti di destra che di sinistra, Göring e Carin poterono fare ritorno in Germania.
Nell'estate del 1931, mentre i Göring erano in viaggio in Svezia, la madre di Carin morì improvvisamente il 25 settembre. Per la figlia lo shock fu tale da dover essere ricoverata all'ospedale. Per il forte dolore, e per l'avanzare della tubercolosi, Carin si spense il 17 ottobre 1931 a soli 43 anni.
Venne sepolta prima nella sua nativa Svezia ma successivamente i suoi resti vennero trasferiti con solenne cerimonia nel mausoleo che il vedovo Göring aveva fatto edificare dietro la sua meravigliosa casa, chiamata "Carinhall" in onore dell'amata moglie.
Nel 1945, prima che i sovietici arrivassero a Carinhall, Göring fece saltare per aria tutto il complesso, solo dopo aver spostato la tomba della moglie in una boschetto nelle vicinanze. Ma nel maggio dello stesso anno la tomba venne ugualmente trovata dai soldati dell'Armata Rossa. Dopo qualche tempo il corpo, sotto falso nome, fu rimandato alla sua famiglia in Svezia e riportato nella tomba originale.